# Glavinica
Glavinica (in bulgaro Главиница?) è un comune bulgaro situato nella Regione di Silistra di 15 110 abitanti (dati 2009). La sede comunale è nella località omonima

## Località
Il comune è formato dall'insieme delle seguenti località:
- Baštino
- Bogdanci
- Černogor
- Dičevo
- Dolno Rjahovo
- Glavinica (sede comunale)
- Kalugerene
- Kolarovo
- Kosara
- Listec
- Malăk Preslavec
- Nožarevo
- Osen
- Padina
- Podles
- Sokol
- Stefan Karadža
- Suhodol
- Vălkan
- Zafirovo
- Zarica
- Zebil
- Zvenimir